# Stanisław Jerzy Lec

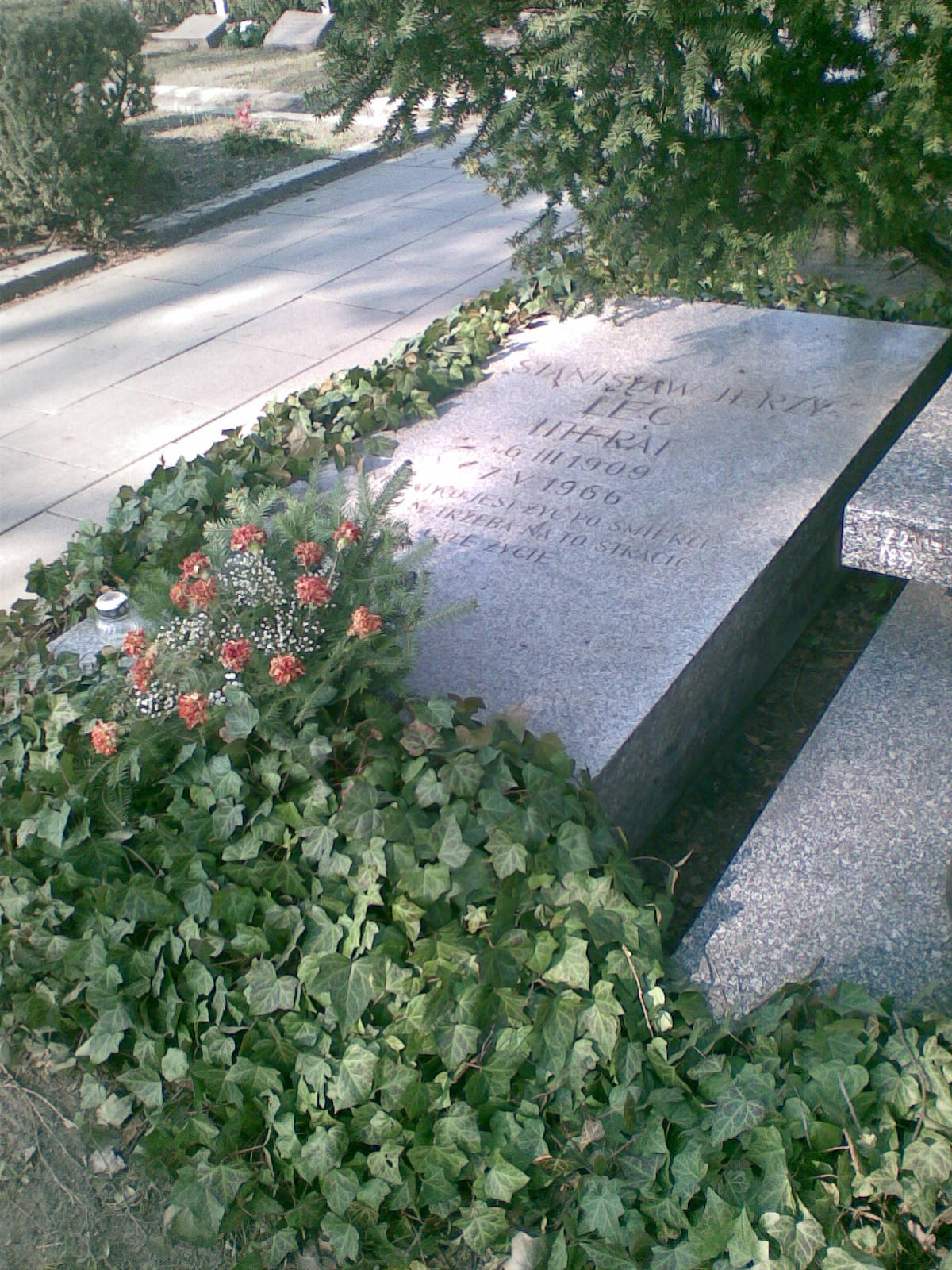
Grób Leca na Cmentarzu Wojskowym na Powązkach w Warszawie

Stanisław Jerzy Lec, pseud. literacki Stach, właśc. baron Stanisław Jerzy de Tusch-Letz (ur. 6 marca 1909 we Lwowie, zm. 7 maja 1966 w Warszawie) – polski poeta, satyryk i aforysta.

## Życiorys
Pochodził z uszlachconej rodziny żydowskiej, był synem barona Benona de Tusch-Letza i Adeli z domu Safrin. Uczęszczał do szkół we Lwowie i Wiedniu, maturę uzyskał w 1927 we Lwowie. Podjął studia na Uniwersytecie Jana Kazimierza, pierwszy rok – polonistykę, a następnie – prawo. Studia ukończył w 1933.
W 1928 debiutował wierszem Wiosna w krakowskim piśmie „IKC”. Następnie w całym okresie międzywojennym związany z prasą lewicową. Prowadził codzienny felieton sądowy w „Przeglądzie Popularnym”.
W latach 1939–1941 przebywał we Lwowie, gdzie wstąpił do Związku Radzieckich Pisarzy Ukrainy. 19 listopada 1939 roku podpisał oświadczenie pisarzy polskich witające przyłączenie Zachodniej Ukrainy do Ukrainy Radzieckiej. Z tego okresu pochodzi szereg jego utworów zgodnych z oczekiwaniami władz sowieckich, m.in. pierwszy polski wiersz o Stalinie (Którą poeci wyśpiewali ojczyzna, co to od Kamczatki po szynach pędzi aż po San, którą jak mleka pełny dzban podają dzieciom czułe matki,– to Stalin!), publikował także m.in. w „Czerwonym Sztandarze” teksty do propagandowych rysunków satyrycznych Franciszka Pareckiego. Potem więzień obozu hitlerowskiego we Lwowie na Janowskiej i w Tarnopolu; po ucieczce w mundurze SS-mana z obozu w Tarnopolu należał do Polskiej Partii Robotniczej. Był żołnierzem Gwardii Ludowej i Armii Ludowej. Brał udział w walkach partyzanckich. Był uczestnikiem bitwy pod Rąblowem. Wydawał w Pruszkowie pismo „Żołnierz w boju” będące organem Gwardii Ludowej (później Armii Ludowej).
W Ludowym Wojsku Polskim otrzymał stopień majora. Attaché prasowy w Wiedniu w latach 1946–1950. Później na dwa lata wyemigrował do Izraela. W atmosferze sensacji powrócił do kraju w 1952; pozostawał do 1956 objęty zapisem cenzury, a jego utwory podlegały wycofaniu z bibliotek. Potem publikował m.in. na łamach tygodnika „Świat”.
Sięgając po formułę starożytnych sentencji, posługując się ostrym dowcipem, kalamburem, grą słów, konceptem językowym, konceptem poetyckim, skrótem myślowym, Lec budował wyjątkowo trafny komentarz do współczesnych zjawisk społecznych i politycznych. Autor tomów aforyzmów Myśli nieuczesane (1957) i Myśli nieuczesane nowe (1964), przetłumaczonych na kilkanaście języków.
Dwukrotnie żonaty: z Elżbietą Rusiewicz miał syna Jana i córkę Małgorzatę, a z Krystyną Świętońską – syna Tomasza.
Został pochowany na Cmentarzu Wojskowym na Powązkach (kwatera C2-6-18). Na płycie nagrobnej wyryto jego aforyzm: Niełatwo jest żyć po śmierci. Czasem trzeba na to stracić całe życie.

## Odznaczenia
- Krzyż Oficerski Order Odrodzenia Polski[10]
- Krzyż Kawalerski Order Odrodzenia Polski
- Krzyż Walecznych
- Krzyż Partyzancki
- Medal za Warszawę 1939–1945
- Medal Zwycięstwa i Wolności 1945

## Awanse
- porucznik Armii Ludowej[11]
- major rezerwy Ludowego Wojska Polskiego

## Zbiory utworów
- Barwy (1933)
- Spacer cynika (1946)
- Notatnik polowy (1946)
- Życie jest fraszką (1948)
- Nowe wiersze (1950)
- Rękopis jerozolimski (1956)
- Myśli nieuczesane (1957)
- Z tysiąca i jednej fraszki (1959)
- Kpię i pytam o drogę (1959)
- Do Abla i Kaina (1961)
- List gończy (1963)
- Myśli nieuczesane nowe (1964)
- Poema gotowe do skoku (1964)
- Myśli nieuczesane wszystkie (2007)